# Хенри V (филм, 1989)
Вижте пояснителната страница за други личности с името Хенри V.
Хенри V е британска историческа драма от 1989, адаптация по едноименната пиеса на Уилям Шекспир, носеща същото име, за живота на английския крал Хенри V. Лентата е режисирана от Кенет Брана, който изпълнява и главната роля. Партнират му Дерек Джекъби, Брайън Блесд, Иън Холм, Роби Колтрейн, Крисчън Бейл, Ема Томпсън и др.
Повечето от външните епизоди са заснети сред декорите на Националния театър в Лондон.
Филмът е излъчван по БНТ на 24 ноември 2001 г. от 20,30 ч.

## Награди
- „Оскар“ '89 за костюми
- Награда на Британската академия за режисура
- 2 награди Феликс – за режисура и мъжка роля на Кенет Брана
- Награда на Нюйоркската критика за дебют